# Renivaldo Pereira de Jesus
Renivaldo Pereira de Jesus, detto Pena (Vitória da Conquista, 19 febbraio 1974), è un ex calciatore brasiliano, di ruolo attaccante.

## Carriera
Fu capocannoniere del campionato portoghese nel 2001.

## Palmarès

### Club

#### Competizioni statali
- Campionato Cearense: 1

Ceará: 1998
- Torneo Rio-San Paolo: 1

Palmeiras: 2000

#### Competizioni nazionali
- Copa dos Campeões: 1

Palmeiras: 2000
- Coppa del Portogallo: 1

Porto: 2000-2001
- Supercoppa di Portogallo: 1

Porto: 2001

### Individuale
- Capocannoniere della Primeira Liga: 1

2000-2001 (22 gol)